# Albrechtičky
Albrechtičky là một làng thuộc huyện Nový Jičín, vùng Moravskoslezský, Cộng hòa Séc.